# Combats d'Arlon (1794)
Pour les articles homonymes, voir Bataille d'Arlon et Combat d'Arlon.
Première Coalition
Batailles
L'appellation combats d'Arlon (1794) réunit deux épisodes de la seconde annexion française des États de Belgique qui se passèrent, l'un en avril, l'autre en mai, avec toujours pour enjeu la place fortifiée d'Arlon, qui avait déjà été l'objet de combats l'année précédente. Ces engagements opposèrent à chaque fois le général Jean-Baptiste Jourdan (côté français) au général Johann von Beaulieu (côté autrichien).

## Déroulement

### Premier épisode: les 17, 18, et 29 avril 1794
Le général Jourdan était venu à Metz le 19 mars 1794 prendre le commandement de l’armée de la Moselle à la place de Hoche. Les premiers ordres qu'il reçut du Comité de salut public furent de porter 20 000 hommes en avant de la citadelle de Longwy jusqu'à Bouillon afin d'intercepter les communications de Namur et de Liège vers le Luxembourg, et en même temps d'en détacher 20 000 autres aux ordres du général Hatry pour faire une incursion dans le duché de Luxembourg et s'emparer d'Arlon.
Le 17 avril, il se présenta devant cette position, tandis que sa droite, liée avec une division de l’armée du Rhin, attaquait les Autrichiens à Merzig, près de Trèves. Les hauteurs d'Arlon étaient défendues par 16 000 Autrichiens aux ordres de Beaulieu. L’avant-garde de ce général fut culbutée au pont d'Aubange (sur l'actuelle nationale 883) par Lefebvre qui, la poursuivant contre ses instructions jusqu'au-delà des hauteurs de Buvange, se trouva tout à coup en face du corps même de Beaulieu, interrompant sa progression. Jourdan fut obligé de faire rétrograder Lefebvre pour ne pas le laisser exposé à une canonnade aussi meurtrière qu'inutile, et l'affaire fut remise au lendemain.
Le 18 avril, Lefebvre, Morlot et Hatry attaquèrent de front les redoutes autrichiennes, mais au moment où ils se disposaient à charger à la baïonnette, la division de  Championnet, qui avait tourné la gauche de l'ennemi en s'emparant des hauteurs de Toernich, jeta un tel trouble dans les rangs des Autrichiens que ceux-ci s'enfuirent par la route de Luxembourg. Il en périt un grand nombre par le feu de l'artillerie légère du général Debelle, dont les batteries avaient suivi le mouvement de Championnet. À cette occasion, Championnet fut nommé chef de brigade (colonel). La gauche de l'armée de la Moselle s'établit à Arlon, mais Beaulieu revint en force le 29 avril et surprit Hatry et Championnet qui, à leur tour, n'eurent que le temps de se replier en désordre sur Aubange et Longwy.
Pendant ces journées, ces positions furent le théâtre de combats sanglants, mais qui n'apportèrent aucun résultat décisif aux protagonistes puisqu'après ces épisodes meurtriers chacun était revenu sur ses positions initiales.

### Second épisode: le 21 mai
Le mois suivant, de nouveaux combats eurent lieu à cet endroit. Jourdan, ayant reçu l'ordre de porter assistance aux armées des Ardennes et du Nord en difficulté autour de Charleroi, se mit en marche le 21 mai 1794 avec 45 000 hommes et campa aux alentours d'Arlon. Beaulieu, qui ne se doutait pas de l'ampleur de ce mouvement, s'était imprudemment avancé le 17 jusqu'à Bouillon. Devant le nombre, il se retira derrière la Meuse par Dinant, mais Jourdan put culbuter son arrière-garde lors de son passage à Arlon.

## Postérité
- Une rue de Weyler porte le nom du général Jean-Baptiste Jourdan.